# أوزجو كايا
أوزجو كايا (5 فبراير 1996) ممثلة تركية.

## بدايتها ومشوارها الفني وأهم اعمالها
كانت والدتها ربة منزل، والدها كان يلاحظ ان لديها موهبة في الفن منذ طفولتها فاخذ يشجعها علي ذلك درست الموسيقى منذ طفولتها وبدأت في تطوير نفسها من خلال الحصول على تدريبات مختلفة وحصلت علي المرحلة الابتدائية في مدرسة أتاتورك الابتدائية في الحى الذي تعيش فيه، اما المرحلة الثانوية.في مدرسة أوشاك الثانوية للفنون الجميلة للتعليم الثانوي ، بعدها دخلت التعليم الجامعي في كلية الفنون الجميلة بجامعة إسطنبول.
أظهرت رغبتها في التمثيل ، فاخذت دروس مختلفة في التمثيل بوكالات مختلفة
و بدات اوزجو مشوارها الفني منذ عام 2017 حتى الآن والتي جذبت الانتباه مع تشابهها مع الفنانة التركية يامور تانريسيفسين،  ظهرت لأول مرة في Efsane باسم شخصية Sibel Yılmaz، ظهرت  أيضا في مسلسل Kimse Bilmez وقامت بشخصية Sevda.
في عام 2017 قدمت مسلسل اسم الاسطورة، في نفس العام شاركت في مسلسل كوت العمارة
و في عام 2019 شاركت في Victory – وأيضا في مسلسل لا أحد يعرف.

## أعمالها
- الأسطورة
- كوت العمارة
- لا أحد يعلم
- ثلاث أخوات